# Réacteur nucléaire d'Arak
Pour les articles homonymes, voir Arak.

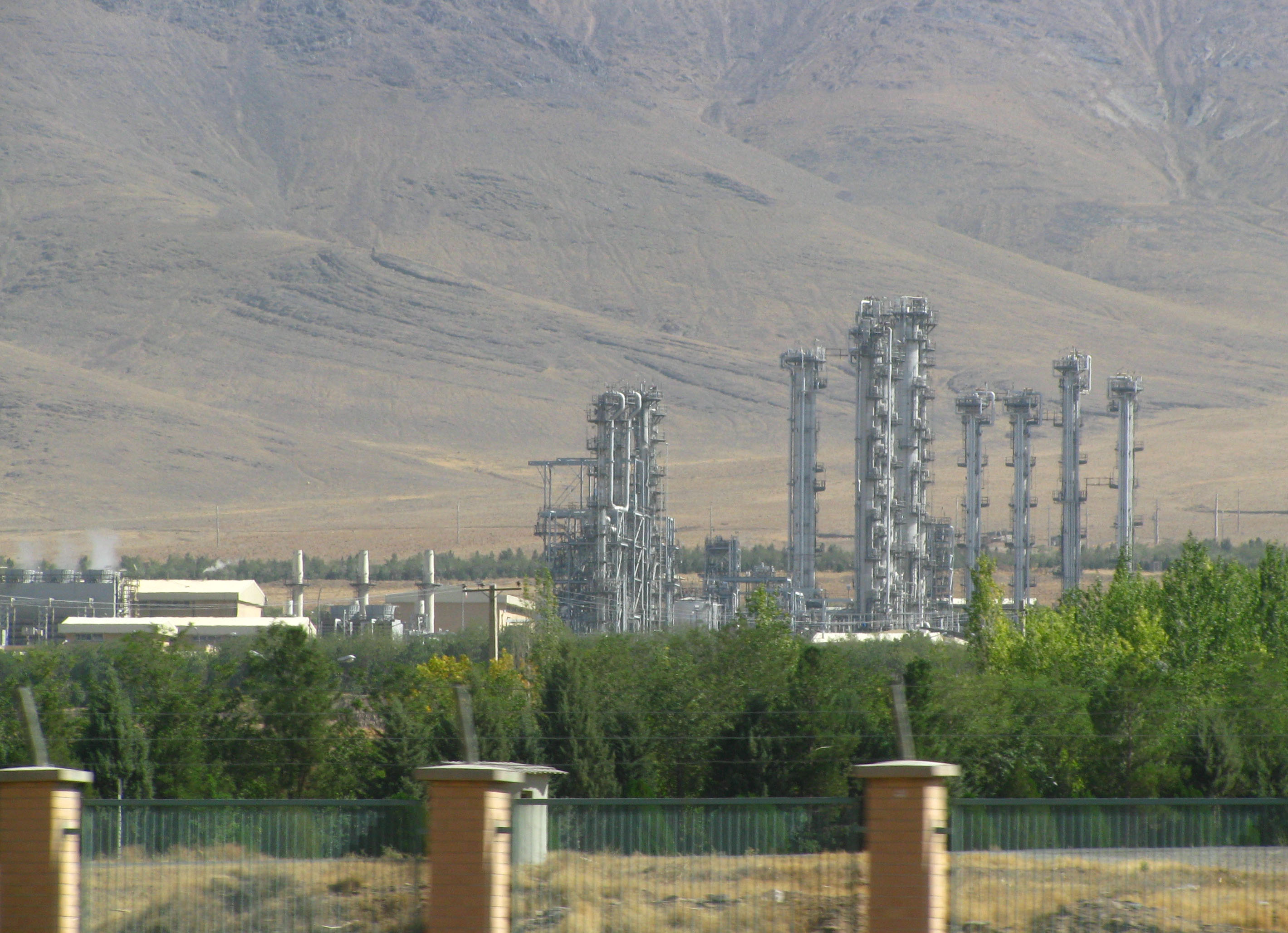
Autre vue sur les installations. Photo prise en octobre 2012.

Le réacteur d'Arak (IR-40) était un réacteur nucléaire de recherche dont le développement a été arrêté à la suite des engagements pris dans le cadre de l'accord de Vienne sur le nucléaire iranien. Il était situé à 60 km au nord-ouest d'Arak (Iran) dans la province de Markazi. 
Ce réacteur devait fournir une énergie de moins de 40 mégawatts thermique et l'irradiation du combustible aurait généré 9 ou 10 kg de plutonium par an,. Il s'agissait d'un réacteur à eau lourde, modéré et refroidi avec l'eau lourde produite dans une usine située sur le même site en fonction depuis 2006. En 2020, si le réacteur est arrêté, l'usine de production d'eau lourde est de son côté toujours active.
Le combustible nucléaire pour ce type de réacteur de recherche est constitué d'oxyde d'uranium naturel (non enrichi) et était assemblé à la Fuel Manufacturing Plant (FMP) d'Ispahan.

## Histoire
Lors du discours sur l’état de l’Union du 29 janvier 2002, le président George W. Bush dénonce l’Iran comme l’un des pays de l’axe du Mal, avec l’Irak et la Corée du Nord .
En août 2002, Alireza Jafarzadeh, représentant du Conseil national de la résistance iranienne en exil à Washington,  dénonce la construction secrète d'une installation d'enrichissement de l'uranium à Natanz, et d'une usine d'eau lourde à Arak. Cette révélation provoque une crise dans les relations entre les États-Unis et l'Iran. En décembre, les États-Unis accusent l'Iran de concevoir des "armes de destruction massive". L'Iran accepte alors que des agents de l'Agence internationale de l'énergie atomique viennent inspecter ses installations nucléaires.
Le projet du réacteur IR-40, qui devait à l'origine être construit dans le centre de technologie nucléaire d'Ispahan,  a été officiellement annoncé le 5 mai 2003, et la construction a débuté sur un site situé à proximité de la ville d'Arak en juin 2004,. En août 2006, plusieurs sources indiquent que le réacteur serait opérationnel en 2009 ou 2011.
En juin 2013, alors que l'on installait la cuve du réacteur, le président iranien Mahmoud Ahmadinejad visite le chantier L'Iran a informé l'Agence internationale de l'énergie atomique (AIEA) que le réacteur démarrerait en 2014.
En novembre 2013, selon l'organisme de presse israélienne Debka, une explosion aurait eu lieu dans le réacteur à eau lourde d'Arak. L'organisation iranienne de l'énergie atomique a formellement démenti cette information.
En janvier 2016, un rapport de l'AIEA indique que le cœur du réacteur a été retiré de la centrale et que du béton y a été coulé, afin de le rendre inopérant conformément aux engagements pris en juillet 2015.
En juin 2020, le rapport de l'AIEA confirme que l'Iran n'a pas poursuivi l'exploitation du réacteur IR-40 d'Arak.